# Plataplochilus
Genre
Plataplochilus est un genre de poissons d'eau douce ovovivipares de la famille des Poeciliidae (ordre des Cyprinodontiformes).

## Répartition
Les espèces du genre Plataplochilus se rencontrent en Afrique.

## Liste des espèces
Selon World Register of Marine Species (22 décembre 2023) :
- Plataplochilus cabindae (Boulenger, 1911)
- Plataplochilus chalcopyrus Lambert, 1963
- Plataplochilus loemensis (Pellegrin, 1924)
- Plataplochilus miltotaenia Lambert, 1963
- Plataplochilus mimus Lambert, 1967
- Plataplochilus ngaensis (Ahl, 1924)
- Plataplochilus pulcher Lambert, 1967
- Plataplochilus terveri (Huber, 1981)

## Classification
Le nom valide complet (avec auteur) de ce taxon est Plataplochilus Ahl, 1928.
Plataplochilus a pour synonyme :
- Plaplochilus (graphie incorrecte)

## Publication originale
- (de) Ernst Ahl, « Beiträge zur Systematik der afrikanischen Zahnkarpfen », Zoologischer Anzeiger, vol. 79, nos 3-4,‎ 1er novembre 1928, p. 113-123 (ISSN 0044-5231, e-ISSN 1873-2674).